# 海莉·維肯海瑟
海莉·維肯海瑟（英語：Hayley Wickenheiser；1978年8月12日—）是一名加拿大退役冰球員，現為國家冰球聯盟球隊多倫多楓葉的球員培訓總監。
維肯海瑟1994年第一次入選加拿大國家隊，到2017年宣佈退役為止，她為加拿大國家隊上陣276場比賽，貢獻168個入球和211次助攻。此外，維肯海瑟還是第一名在男子職業冰球聯賽入球的女子冰球員。

## 相關頁面
- 加拿大國家女子冰球隊（法语：Équipe du Canada féminine de hockey sur glace）
- 香儂·薩巴多許（法语：Shannon Szabados）